# Гаманчиця Спруса
Гаманчиця Спруса (Marsupella sprucei) — вид печіночників порядку юнгерманіальних (Jungermanniales).

## Поширення
Батьківщиною є Європа, Північна Америка, Азія.
Росте на скелі без вапна у вологих місцях, а також на твердому ґрунті.

## Характеристика
Рослини утворюють килимки, від зеленого до чорно-коричневого кольору, які досягають висоти до п'яти міліметрів. Листки розташовані нещільно й мають форму човна. Вони стають більшими до кінчика стебла. У розправленому вигляді вони мають широкояйцеподібну форму. На одній п'ятій-третій частині довжини вони розділені на дві частки з тупими загостреннями. У середині листка клітини мають розміри 15×20(25) мікрометрів, кути їх трохи потовщені. Кожна клітина містить два масляних тіла.